# Chiesa di San Nicola (Cisternino)
La Chiesa madre di San Nicola è una chiesa parrocchiale di Cisternino in provincia di Brindisi intitolata a San Nicola. La chiesa fu costruita nel XIV secolo su di un'antica chiesa paleocristiana dei monaci basiliani e presenta al suo interno due opere in pietra viva del XVI secolo, di notevole valore, firmate dallo scultore "Stephanus Abulie Poteniani" (Stefano da Putignano): una Madonna con Bambino, nota come la "Madonna del Cardellino" e un piccolo tabernacolo.

## Storia

### La prima chiesa
L'edificio sacro originale che si trova sotto la chiesa risale ad un periodo databile intorno all'anno 1000 contemporaneo alla nascita del primo nucleo cittadino. Un'ipotesi è che il tempio fosse una chiesa privata longobarda. Il tempio era a navata unica e con una sola abside con dimensioni di m 13 x 6 circa. La chiesa era probabilmente gestita in rito latino, ipotesi più plausibile, da parte dell'ordine benedettino fortemente presente sul territorio.

### La chiesa attuale
La chiesa attuale è stata quasi certamente edificata in periodo tardo romanico, dopo la fine del XIII sec. La facciata originaria è persa, essendo stata sostituita con una in stile neoclassico a metà '800. La chiesa venne ampliata nel 1571 e nel 1690 con la costruzione di nuove cappelle. La pianta si sviluppa su tre navate con a destra le cappelle del S. Rosario e del S.S. Sacramento e il cappellone oratorio. Dietro l'altare sotto una volta a crociera è presente un lungo coro.

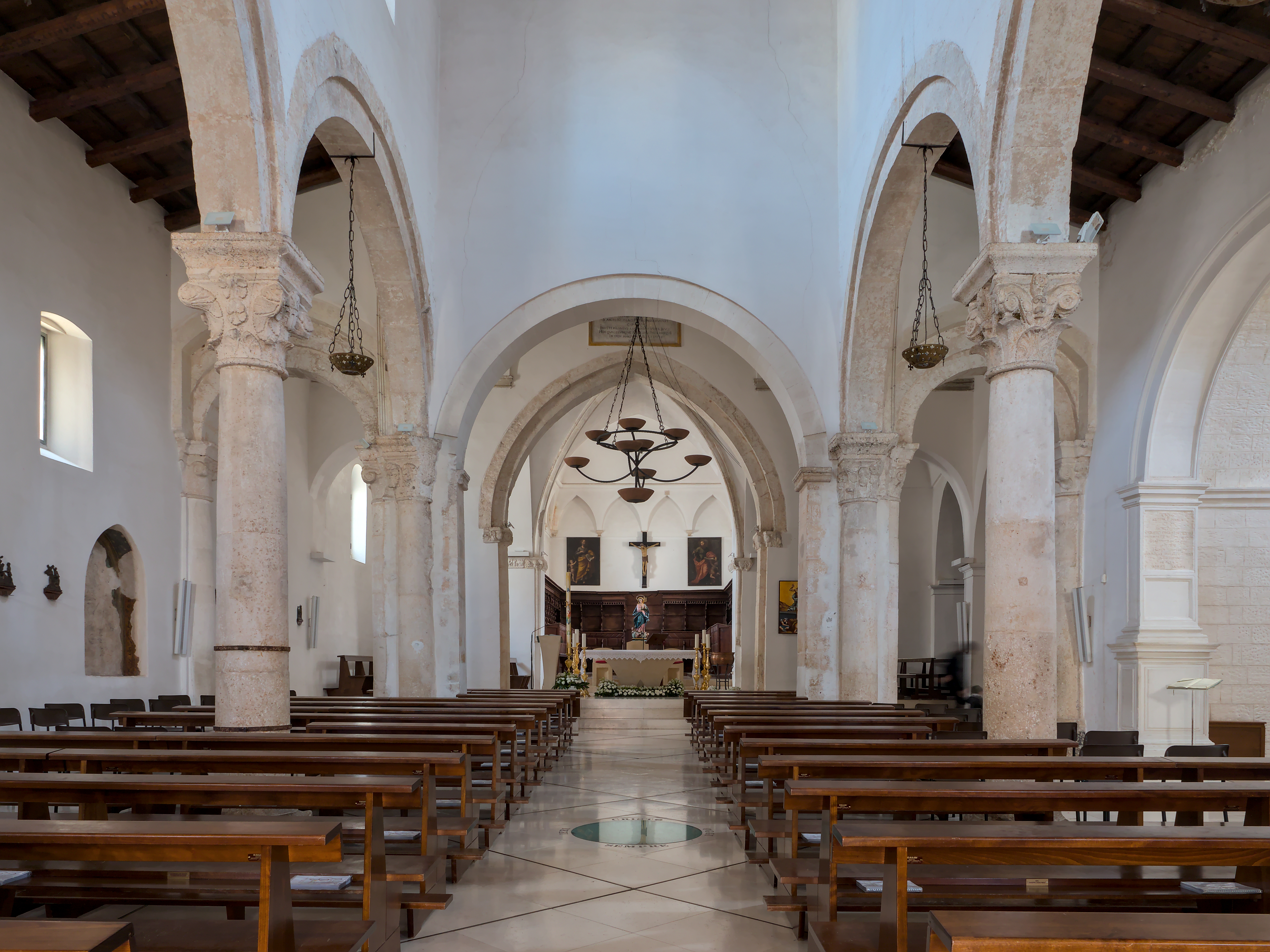
Navata
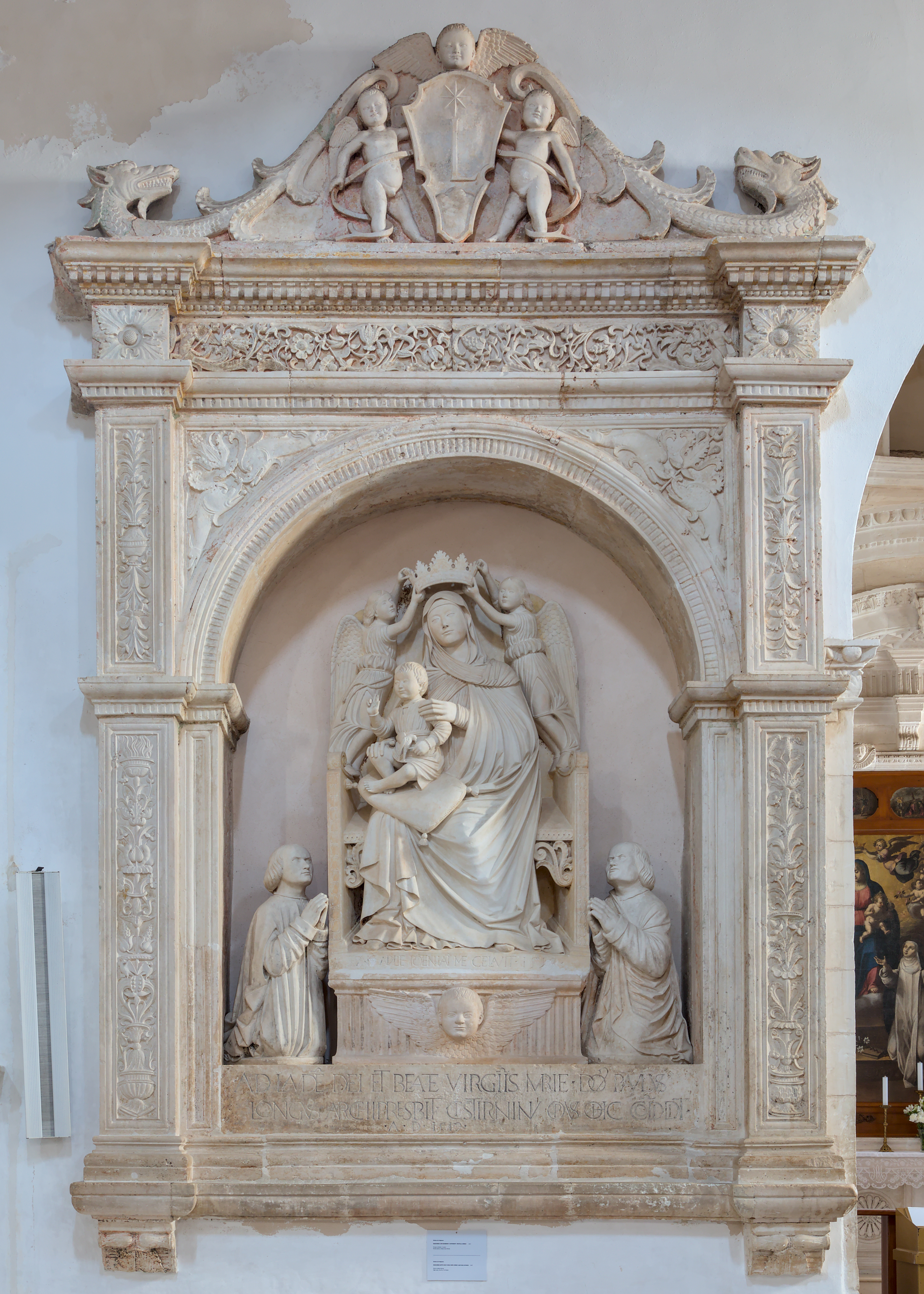
Madonna con Bambino, 1517
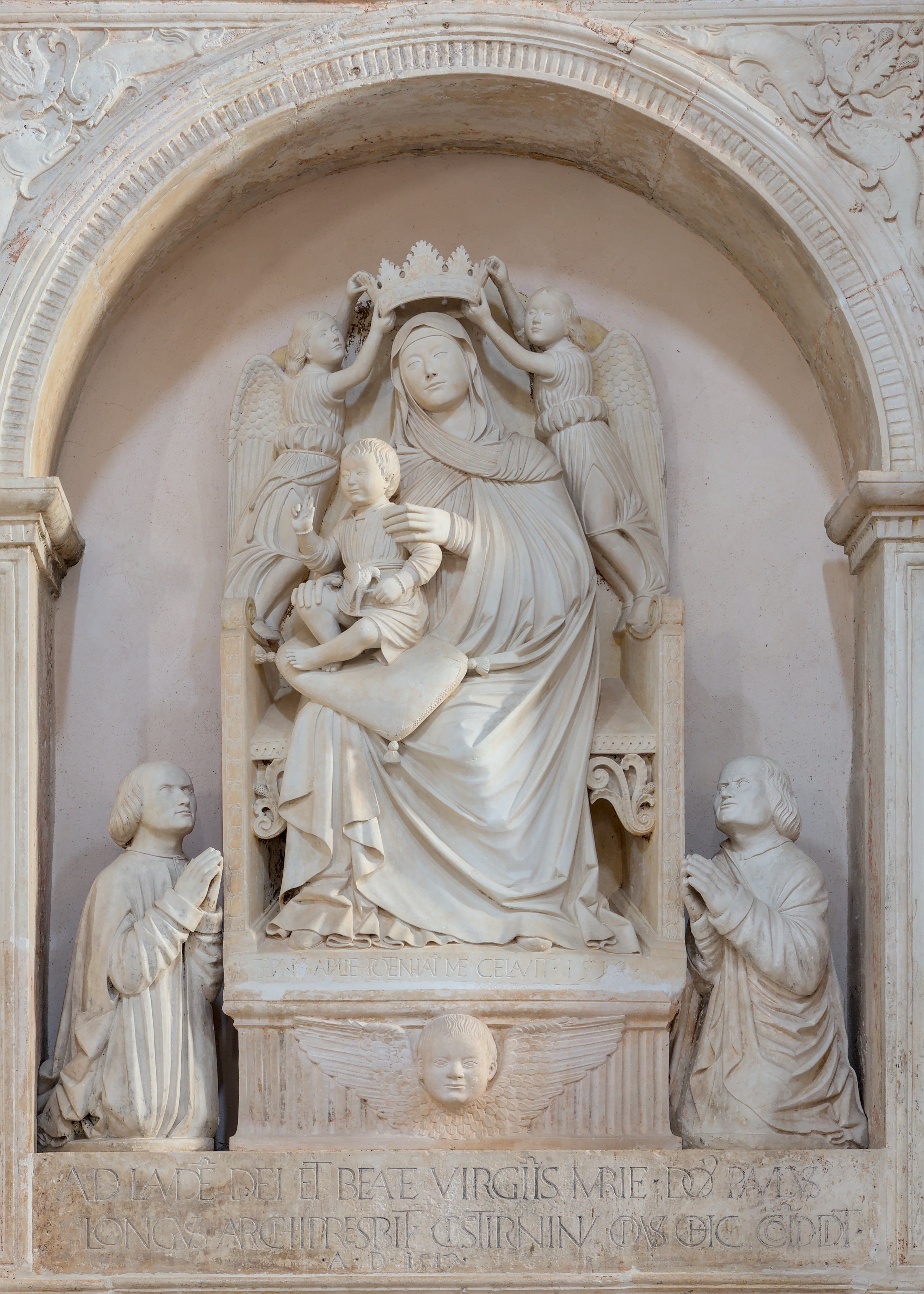
Madonna con Bambino, 1517
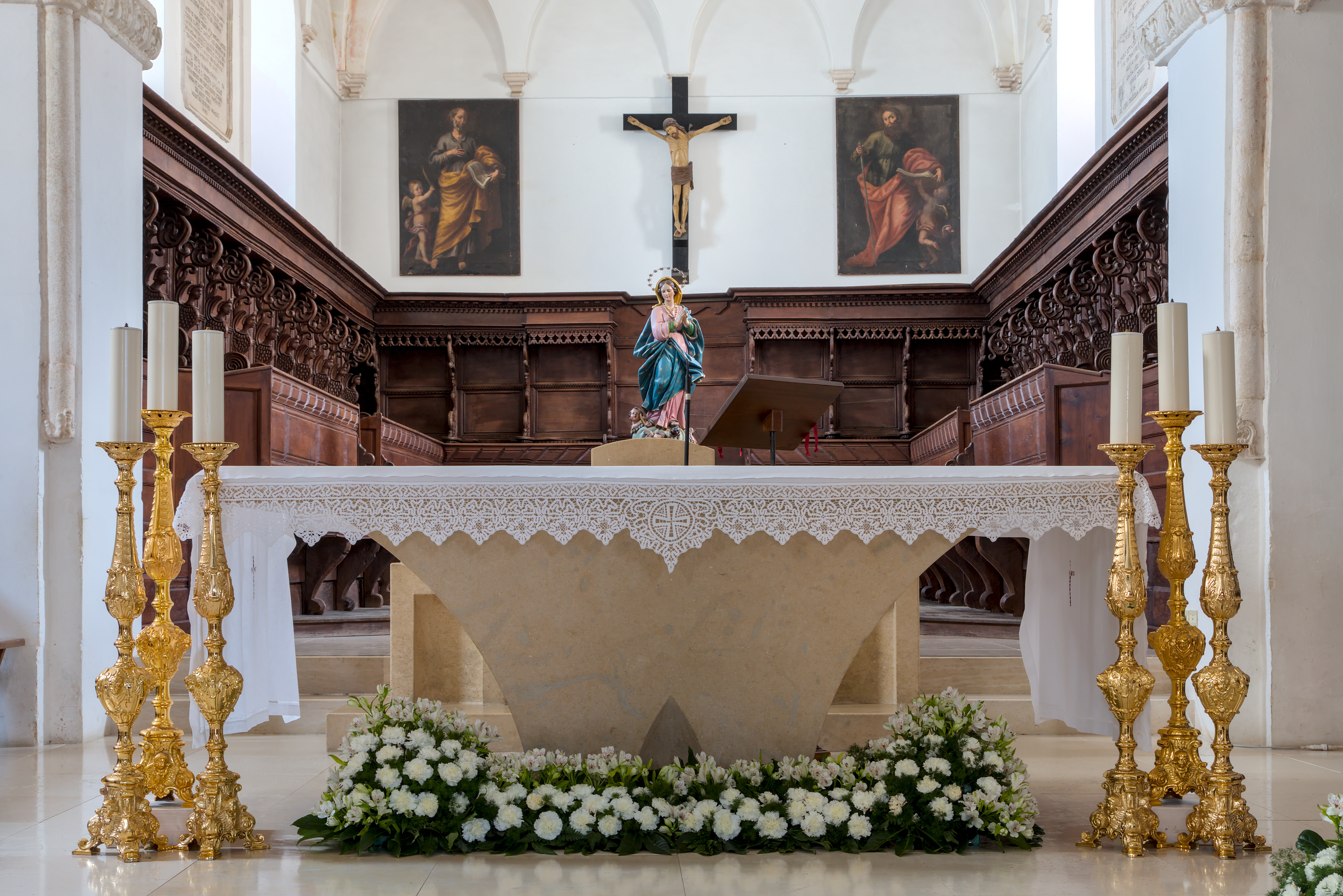
Coro
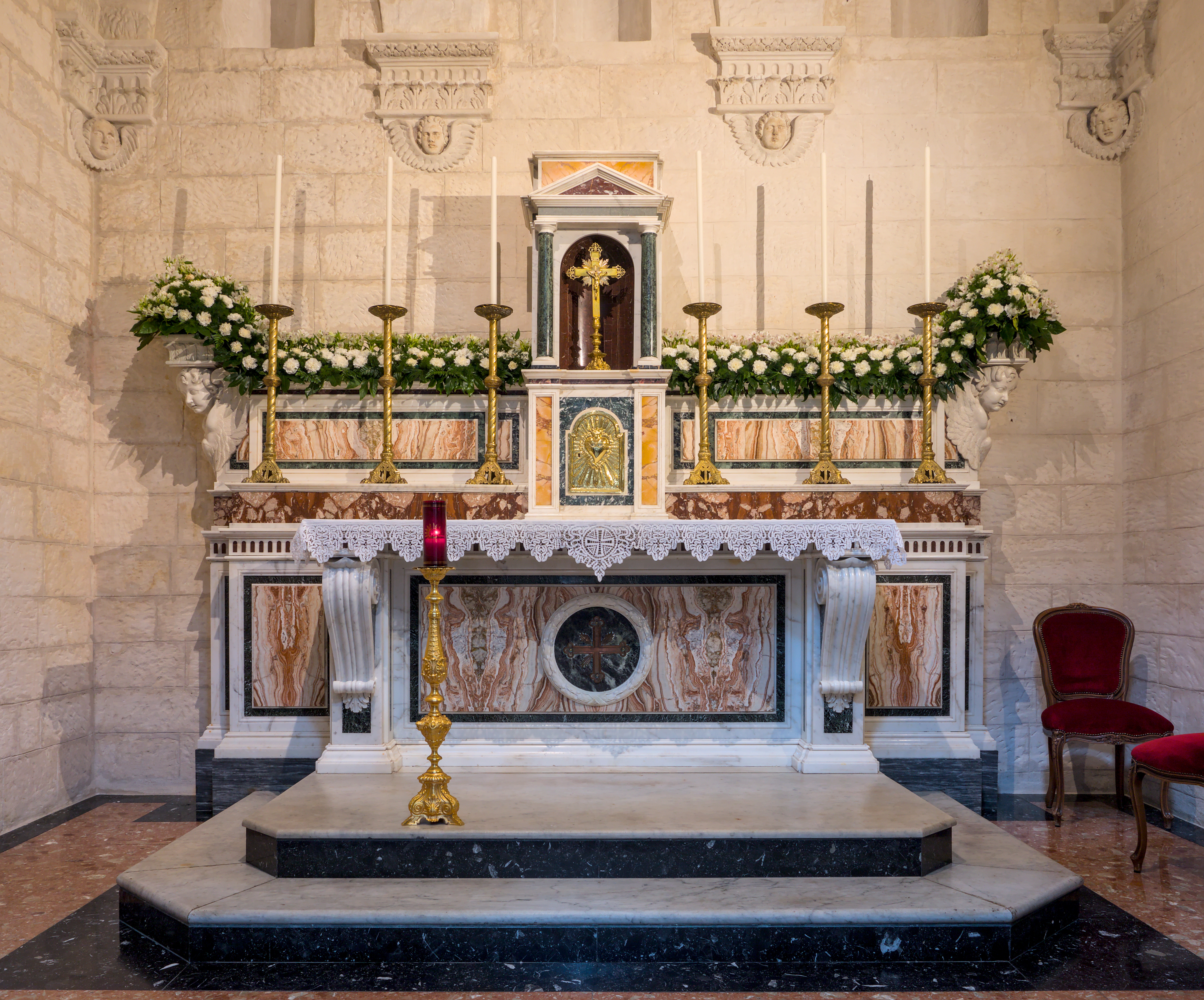
Une cappella